# Chirk
Chirk (walesiül: Y Waun), kisváros észak-Walesben, Wrexham megyében, 10 kilométerre délre Wrexhamtől. 2011-ben a lakosainak száma 4468 fő volt.
Wrexham és Oswestry között helyezkedik el, a walesi–angol határ közvetlenül a várostól délre található, a határ túloldalán Shropshire megyével. A várost vasúton és az A5-ös vagy A483-as úton lehet megközelíteni.

## Látnivalók

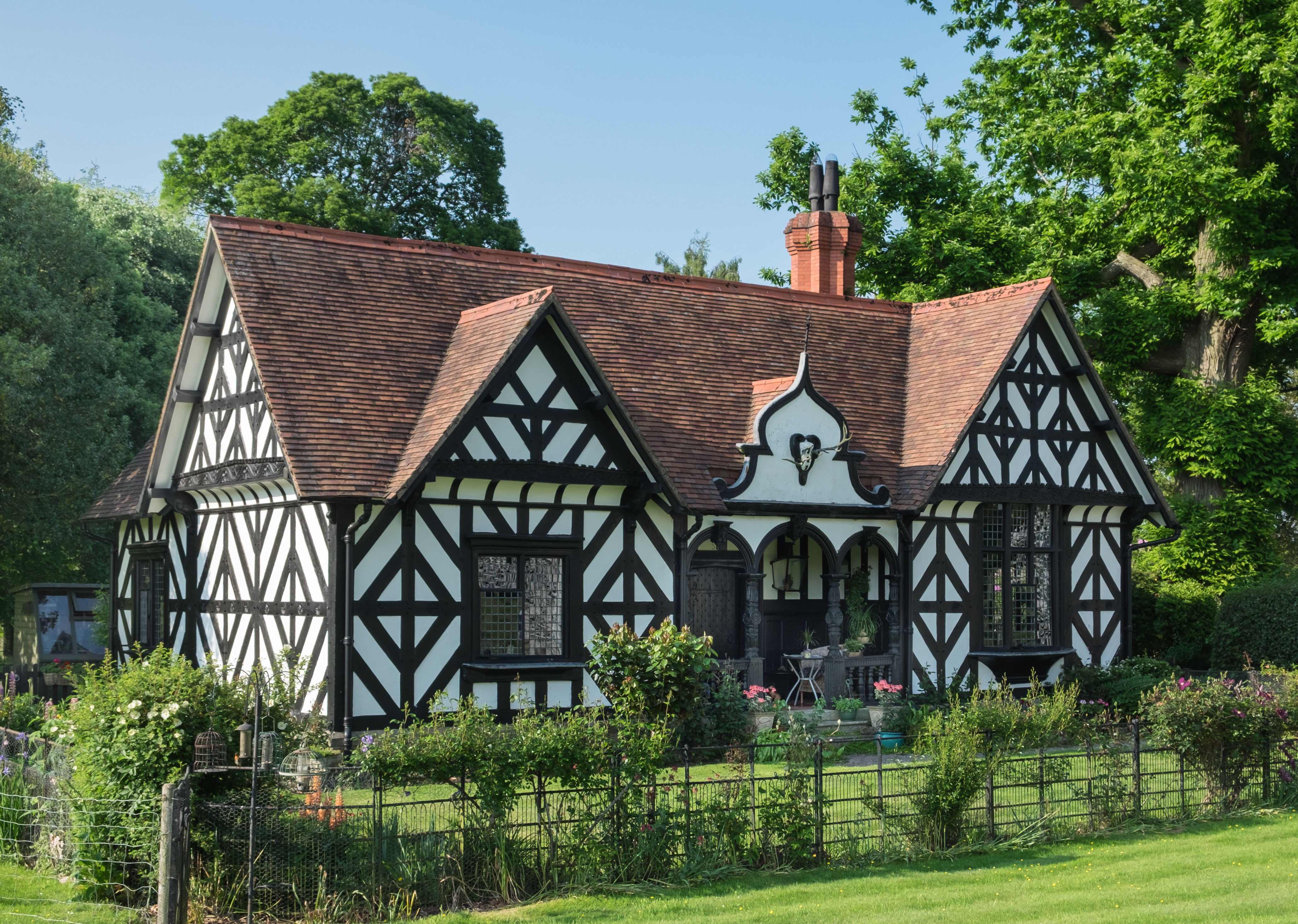
A Llwyn-y-cil Lodge, a chirki kastély kapujánál

A chirki vár, mely jelenleg a National Trust tulajdona, egy középkori vár. Két család birtokolta valaha a falut és a várat, a Trevor bárói család és a Myddleton baronetek. A váron kívül a falu látványossága még a római kori aquadukt és egy rész az Offa's Dyke-ból, ami egy ősi földsánc Wales és Anglia határán.
A falu temploma védett műemlék. A 11. században kezdték el építeni a normannok, valószínűsíthetően még régebbi alapokra.
Chirk korábban bányásztelepülés volt, a 17. század óta bányásztak itt szenet. A bányákat már bezárták.

## Fordítás
Ez a szócikk részben vagy egészben  a   Chirk című angol Wikipédia-szócikk ezen változatának fordításán alapul.  Az eredeti cikk szerkesztőit annak laptörténete sorolja fel. Ez a jelzés csupán a megfogalmazás eredetét és a szerzői jogokat jelzi, nem szolgál a cikkben szereplő információk forrásmegjelöléseként.